# Xambioá
Xambioá é um município brasileiro no estado do Tocantins, Região Norte do país. Localiza-se no noroeste tocantinense e ocupa uma área de 1 190,5 km². Sua população foi estimada em 10 517 habitantes em 2022.
Forma uma conurbação com a cidade de São Geraldo do Araguaia (PA), que fica localizada na margem esquerda do rio Araguaia. O nome do município é um termo indígena que significa Pássaro veloz.
Ficou conhecida por ter sido palco da guerrilha do Araguaia, entre o final da década de 1960 até o final de 1974. No conflito entre o Exército Brasileiro e guerrilheiros do Partido Comunista do Brasil (PCdoB), dezenas de comunistas foram mortos ou capturados. Do lado do Exército Brasileiro, aproximadamente 16 soldados pereceram. Alguns habitantes da região que integraram as fileiras guerrilheiras também morreram. Houve ainda os "bate-pau", que eram os moradores do local que optavam por ajudar o exército. Alguns guerrilheiros e militares que participaram do conflito atuam hoje politicamente dentro da normalidade pública. Destacam-se José Genoíno e o Major Curió.

## História
O município de Xambioá foi fundado em 1 de janeiro de 1959.

## Principais escolas públicas
- Escola Estadual São Judas Tadeu - escola pertencente à rede estadual, fechada em 2013.
- Colégio Estadual José Bonifácio - anos finais do Ensino Fundamental e Ensino Médio.
- Colégio Estadual Profª Juliana Barros - Ensino Fundamental - anos iniciais e finais e Ensino Médio.
- Escola Estadual Eurico Mota - Ensino Fundamental - anos iniciais e finais e Ensino Médio.
- Escola Paroquial São Miguel - Conveniada à rede estadual - Ensino Fundamental anos iniciais e finais.
- Escola Municipal Dom Cornélio Chizzini - Ensino Fundamental anos iniciais e finais.
- Escola Municipal Francisco Oliveira - Ensino Fundamental anos iniciais e finais.

## Demografia
Segundo o IBGE, em 2000 Xambioá tinha uma população de 12.137 habitantes. Em 2010, a população era de 11.484, uma diminuição de 653 (5,4%). Tem uma área de 1.186 km², resultando numa densidade de 9,68 habitantes por km². 84,7% da população é urbana e 15,2% é rural. 51,4% dos habitantes são homens e 48,6% são mulheres. 74,1% dos habitantes são católicos, 18,3% são evangélicos, 5,4% não tem religião, 2,2% são evangélicos de missão e 0,04% são luteranos.

## Imagens

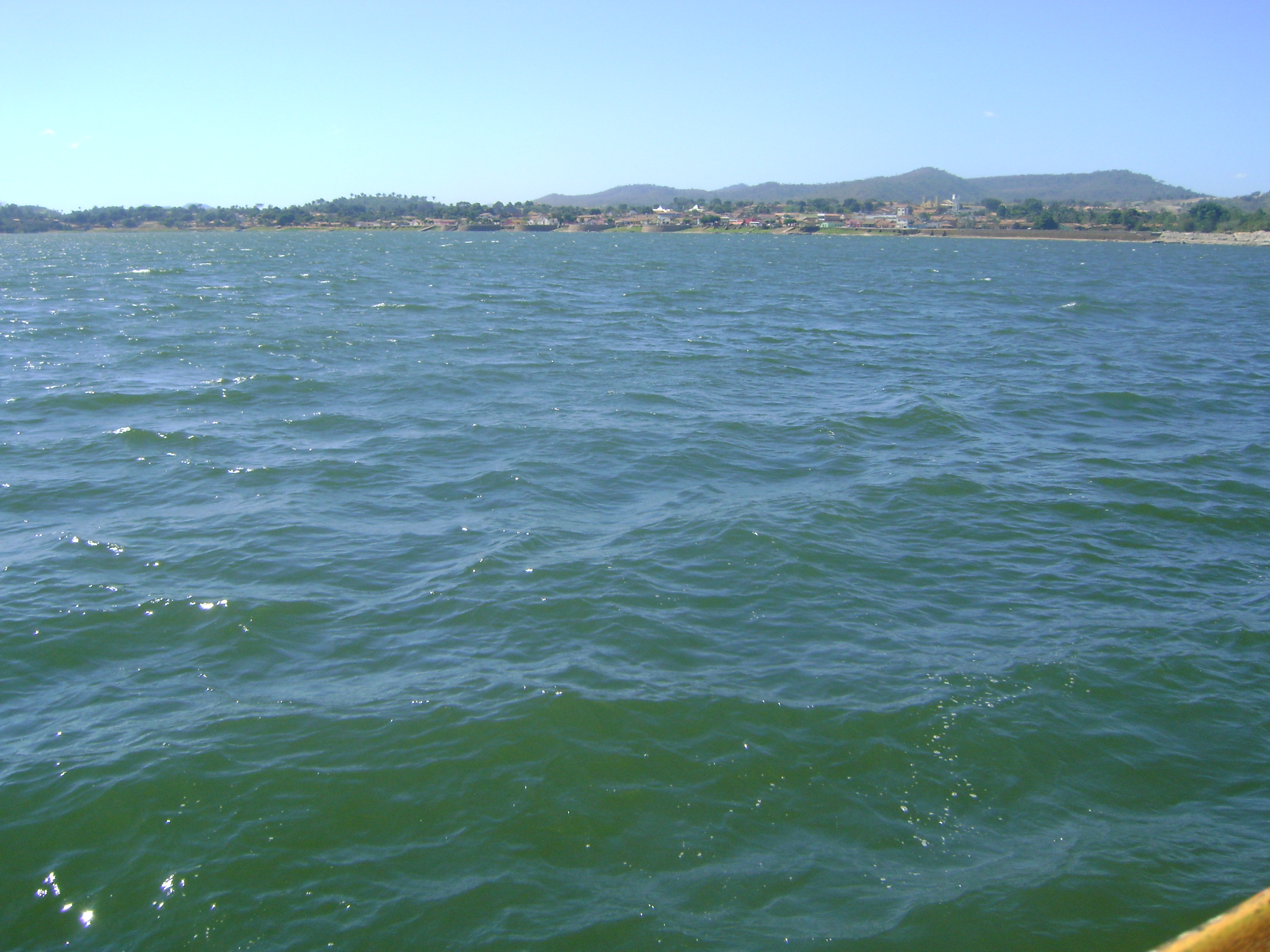
Rio Araguaia com a cidade ao fundo
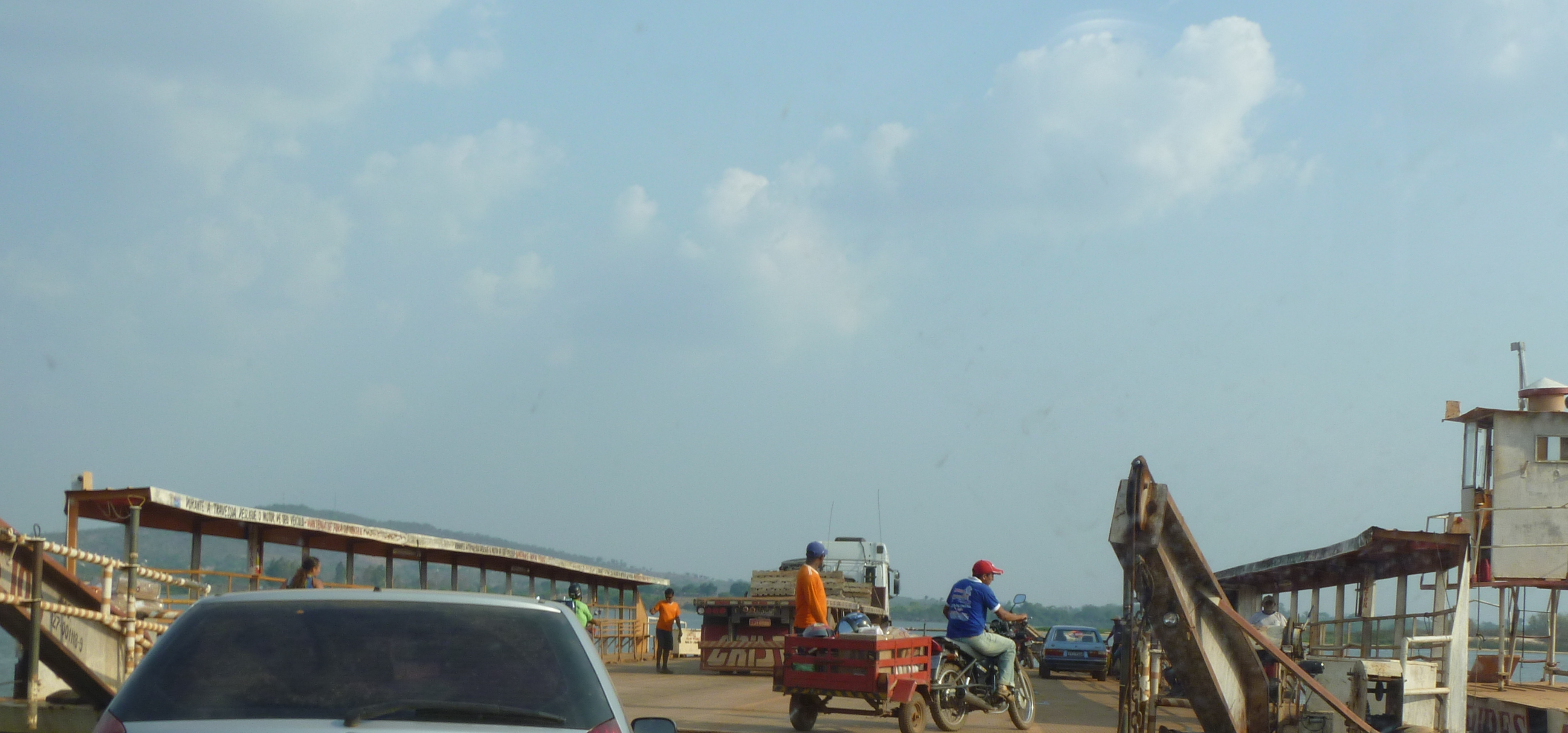
Balsa que liga Xambioá a São Geraldo do Araguaia, no estado do Pará, na outra margem do rio Araguaia.
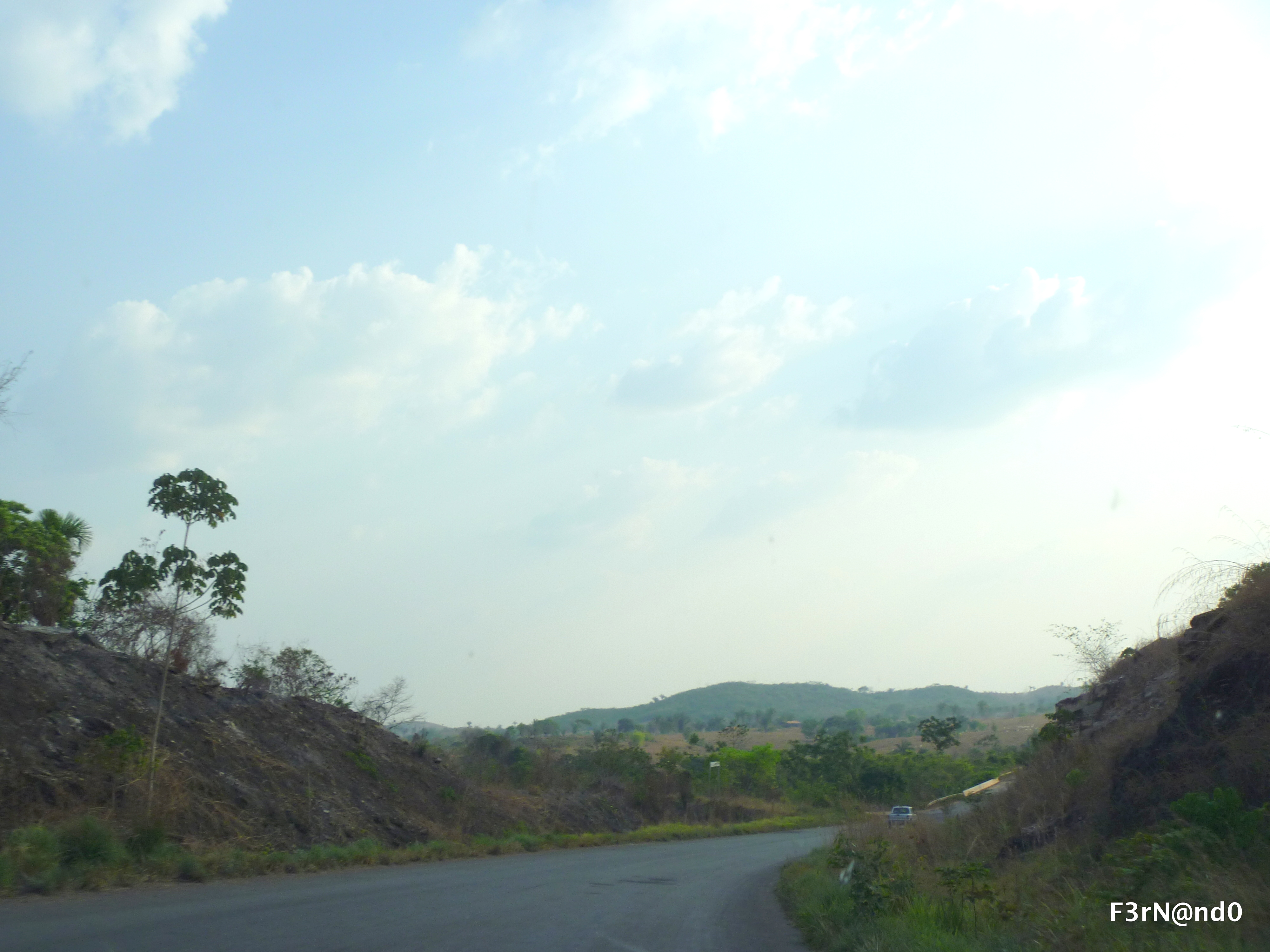
TO-164 na zona rural do município